# Polarità (filosofia)
La polarità in filosofia è l'espressione del rapporto di reciproca dipendenza di due elementi contrapposti.
A differenza del semplice dualismo, la polarità implica una condizione di complementarità tra gli opposti, tale per cui ciascuno dei due poli, pur essendo limitato e avversato dal polo contrario, trova in quest'ultimo anche la sua ragion d'essere e il suo fondamento costitutivo, perché l'uno non potrebbe esistere senza l'altro e viceversa.

## In Oriente

Il tao

Nella filosofia cinese la polarità assume un'importanza centrale. Nel Taoismo, in particolare, l'unità dei poli opposti (yin e yang) è notevolmente sottolineata. Secondo Lao Tse ogni aspetto del mondo è costituito da una coppia di opposti, di cui uno attivo e predominante, l'altro passivo e sottomesso: ad esempio luce-buio, caldo-freddo, bianco-nero, maschio-femmina, amore-odio, ricchi-poveri, salute-malattia. I poli costituiscono i due estremi opposti di una medesima realtà, essendo connessi inestricabilmente tra loro in una Unità: sono cioè interdipendenti. Non si può comprendere il giorno senza la notte, né il freddo senza il caldo, o la povertà senza la ricchezza. Solo prendendo coscienza dell'Uno che lega e unisce tra loro le diverse realtà in una sintesi superiore, governandole attraverso la legge della polarità e della dialettica, è possibile intuire l'idea della relatività e della diversità, aprendosi alle infinite possibilità che essa mette in atto.

## In Occidente
In Occidente il tema della polarità è strettamente connesso a quello della dialettica, ed è stato elaborato a partire da Platone e soprattutto dai neoplatonici. Secondo Plotino, la cui dottrina ricalca diversi concetti di origine orientale, il mondo è teso tra due poli: a un'estremità si trova Dio o l'Uno, che è la luce divina; all'altra c'è il buio assoluto, dove questa luce non giunge. Il buio però non esiste veramente, perché consiste soltanto in una mancanza di luce. I due estremi, dunque, sono in realtà uno solo. La polarità del mondo scaturisce dal fatto che l'Uno si struttura dialetticamente nelle ipostasi via via inferiori (Intelletto e Anima), dando così vita all'universo, ma rimanendo pur sempre trascendente rispetto ad esso.
La dottrina neoplatonica della polarità sarà fatta propria, in maniera più o meno accentuata, dai teologi cristiani come Agostino d'Ippona, Scoto Eriugena, Nicola Cusano, che vedevano in Dio la sorgente d'Amore in cui gli opposti hanno la loro comune radice, e in seguito dagli alchimisti e pensatori rinascimentali, in particolare dai mistici tedeschi come Jakob Böhme.
Nella corrente filosofica dell'idealismo tedesco, il tema della polarità è ripreso da Schelling e da Hegel. Secondo Schelling la polarità permea di sé ogni aspetto della realtà, mentre soltanto Dio ne è al di sopra. Lo Spirito e la Natura sono i due poli opposti ma complementari in seno all'Assoluto, che tendono per un verso a separarsi, ma dall'altro a ricongiungersi: sono l'uno la potenza dell'altro. L'esistenza della polarità ( + / - ), il cui principio in natura è attestato anzitutto dal magnetismo, si ripercuote così ad ogni livello, in termini di relatività: mentre c'è una forza attrattiva o positiva che tende all'Uno e configura la realtà in senso univoco, c'è anche una forza repulsiva o negativa che la configura invece come molteplice e polarizzata, tale per cui ogni polo diventerà a sua volta espressione di un ' + ' e un ' - ', in una scala via via discendente. L'Uno si ritrova nei molti, e i molti sono infinite sfaccettature dell'Uno.
Con Hegel si ha una rottura rispetto alla tradizione filosofica precedente: la polarità viene ora intesa in un senso del tutto nuovo, come principio di lotta anziché di conciliazione. L'Assoluto non è più l'unione indistinta e originaria dei due poli contrapposti, ma è il risultato di una contesa, che si sviluppa con la negazione della tesi iniziale, e termina con la successiva «negazione della negazione». L'Uno, cioè, non sta all'origine, ma diventa l'esito immanente di un'interazione dialettica. L'idea della lotta come criterio guida della polarità, in cui si attua l'Assoluto, sarà ripresa da Marx ma applicata alla Storia, il cui esito finale consiste nello scontro tra istanze sociali contrapposte: le dottrine teologiche fino allora succedutesi, basate sull'amore e sulla concordia tra gli opposti, secondo Marx quindi non farebbero che camuffare una tale contrapposizione, riconducendola a falsi princìpi di unione originaria.
Non mancarono critiche nei confronti di una tale impostazione di pensiero, in particolare la dottrina hegeliana fu accusata di non aver attuato nessun superamento della polarità, ma di essere approdata in sostanza ad un finto assoluto: non un "intero", ma soltanto la prevaricazione di uno dei due poli sull'altro.